# Tunis-Hebdo
Tunis-Hebdo (arabe : تونس هبدو) est un hebdomadaire tunisien d'informations généralistes en langue française qui paraît chaque lundi depuis 1973. Son format est celui de la presse quotidienne et non des magazines.

## Équipe

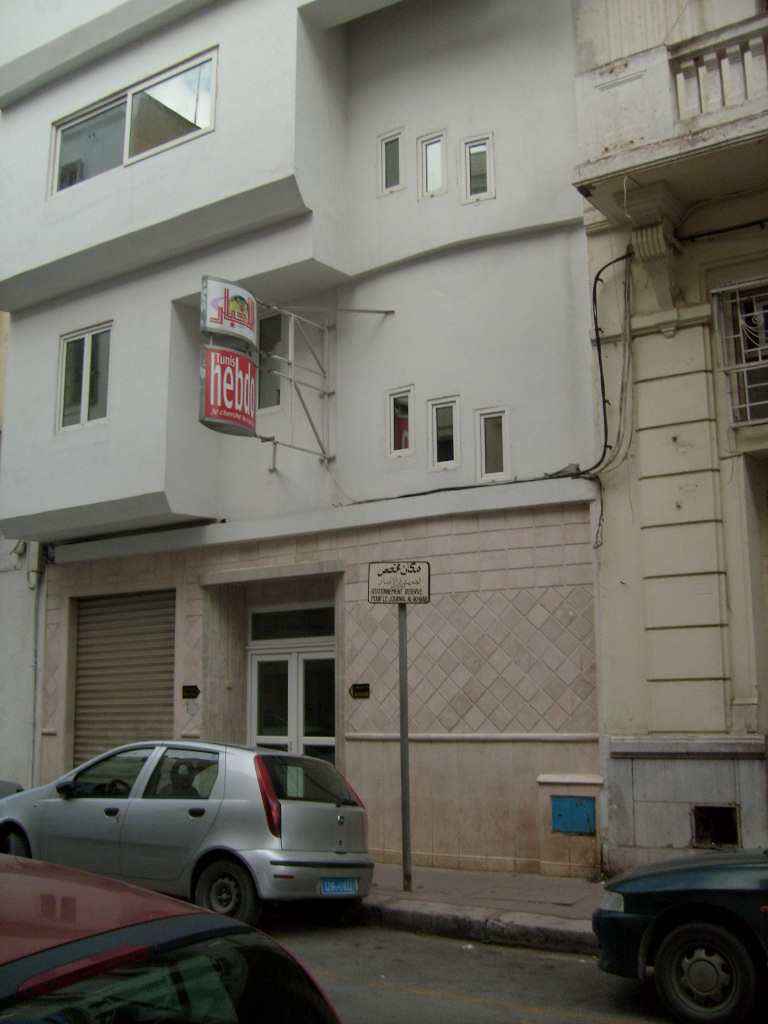
Siège de Dar Tunis Hebdo.

Quelques-uns des journalistes signant régulièrement des articles à Tunis-Hebdo sont M'hamed Ben Youssef, Chahir Chakroun, Mohamed Habib Ladjimi, Imed Ben Hamida, Jihène Salhi, Abbès Ben Mahjouba, Lotfi Larguet, Adel Lahmar, Hatem Bourial, Moncef Charfeddine, Mohamed Zerni, Fayçal Smati et Maher Chaâbane (rédacteur en chef du site Tunis-Webdo).
Le titre se distingue par des chroniques humoristiques sur la société tunisienne, et un grand nombre de caricatures, réalisées par Imed Ben Hamida.

## Groupe
Tunis-Hebdo appartient au groupe Dar Tunis Hebdo, une entreprise spécialisée dans l'imprimerie et l'édition, propriété de M'hamed Ben Youssef qui l'a créée en 1984, et qui publie également le journal arabophone Al Akhbar. Le siège du journal est situé au numéro 11 de la rue Ali-Bach-Hamba, à Tunis.

## Site web
Tunis Hebdo est à l'origine du site web d'information Webdo, mais n'en est pas le propriétaire.